# 鈴木貴子
鈴木貴子（日语：すずき たかこ、1986年1月5日—），日本政治人物，歷任外務副大臣、防衛大臣政務官，現為日本眾議院議員及自由民主黨青年局局長。她的父親鈴木宗男為代表新黨大地的參議員。

## 經歷
鈴木貴子出生於北海道帶廣市。外祖父母是廣島核爆的受害者。曾就讀北海道教育大學附屬釧路小學、港區立青山中學、及加拿大不列顛哥倫比亞省Rockridge 高中，並畢業於加拿大特倫特大學。於2009年加入日本放送協會(NHK)，並在長野放送局擔任導演的工作。父親鈴木宗男為現任參議員，2019年以日本維新會黨身分任職。

### 眾議員
在2012年第46屆日本眾議院總選舉時、向NHK辭職後於北海道第7區中代替被停止參政權之父出征（因案件被褫奪公權至2017年4月）、但惜敗於自由民主黨前議員伊東良孝，且無法於重複立候補制在北海道選區復活而落選。2013年5月21日、原於北海道比例代表選出之石川知裕衆議員辭職。於同年5月31日、中央選挙管理会決定讓排行第二的鈴木貴子候補當選，她因而成為所有議員中（2019年5月）中目前最年少眾議員。
在2014年第47屆日本眾議院議員總選舉中，加入了民主黨，並在同黨公認下出馬北海道第7選區。在自民党前任議員伊東良孝的猛攻下，以225票之差惜敗，但因重複立候補制於北海道選區復活，再度當選。當選後、鈴木加入了自誓會。2015年1月的民主黨代表選舉中，雖鈴木聯署推薦了前幹事長細野豪志、但細野最終投票中還是敗給了岡田克也。
2016年2月26日、批評了民主黨在4月即將舉行之北海道第5選區的議員補選中，與日本共産党同進退的行為。雖已向民主黨提出退黨聲請。然而民主黨並未接受，而鈴木於3月1日受到退黨處分。其父親在2017以新黨大地的名義參選眾議院比例區時落選，她於同年選加入自由民主黨並當選。
2018年10月，擔任第4次安倍改造内閣防衛大臣政務官。

## 政策・主張
- 鈴木本身的政見如下[14]。
  - 復活廣大的中產階層
  - 集中支援農林水產業與中小企業
  - 投資個人
  - 安心面對未來的不安全感
- 贊成有選擇性的夫婦別姓制度。[15]。另一方面，在2014年朝日新聞的調査中、對同一制度的看法則回答了「感覺兩者皆不好」的答案[16]。
- 2012年從屬於新黨大地時，對於政見調查之回答如下：。
  - 支持修改日本國憲法[17]。
  - 反對再議禁止集團自衛權的內閣法制局提出之修憲案[17]。
  - 主張日本的核武「不能留到未來再討論」[17]。
  - 反對日本參加跨太平洋戰略經濟夥伴關係協議[17]。
  - 反對設立女性宮家[17]。
- 對安倍經濟學的評論[18]
- 森友學園・加計學園問題

## 所屬團體・議員聯盟
- 小鋼珠連鎖店協會（政治建言者[19]）
- 袴田嚴死刑囚救援議員聯盟 - 事務局次長[20]
- 蝦夷政策推進議員會 - 事務局次長[21]
- 國際觀光產業振興聯盟（IR議聯）
- 日本愛沙尼亞友好議員聯盟[22]

## 脚注
1. ↑  基本データ[永久]（鈴木たかこFacebook、2013年6月1日閲覧）
2. ↑  . www.suzukitakako.jp.   [2019-07-15]. （原始内容存档于2020-10-07）.
3. ↑  . スポーツニッポン. 2012-11-26  [2012-11-26]. （原始内容存档于2012-11-29）.
4. ↑  “宗男氏の長女・鈴木貴子氏、比例復活ならず” （页面存档备份，存于）. 読売新聞. (2012年12月17日). http://www.yomiuri.co.jp/election/shugiin/2012/news/20121216-OYT1T00709.htm （页面存档备份，存于） （页面存档备份，存于） 2012年12月17日閲覧。
5. ↑  2013年（平成25年）5月23日『官報』第6051号「国会事項 衆議院 議員辞職」
6. ↑  “大地・鈴木氏が繰り上げ当選＝衆院” （页面存档备份，存于）. 時事通信. (2013年5月31日). http://www.jiji.com/jc/c? （页面存档备份，存于）
7. ↑  平成24年12月16日執行の衆議院比例代表選出議員選挙北海道選挙区おける欠員による繰上補充の選挙会において決定された事項 （页面存档备份，存于） (PDF) （総務省2013年5月31日プレスリリース、同年6月3日閲覧）
8. ↑  “比例当選の鈴木貴子氏、笑顔と涙 小選挙区は225票差で敗戦” 的存檔，存档日期2014-12-15.. 北海道新聞. (2014年12月15日). .   [2015-03-27]. （原始内容存档于2014-12-15）. 2015年3月27日閲覧。
9. ↑  “【夜の政論】細野氏、目指すは「七人の侍」…民主党内の偏差値競争から決別 「反対だけでは政権復帰できぬ」” （页面存档备份，存于）. 産経新聞. (2015年3月20日). http://www.sankei.com/premium/news/150320/prm1503200008-n1.html （页面存档备份，存于） （页面存档备份，存于） 2015年3月27日閲覧。
10. ↑  “民主代表選候補の推薦人名簿” Archive.today的存檔，存档日期2015-01-07. 時事通信社. (2015年1月7日). http://www.jiji.com/jc/zc? Archive.today的存檔，存档日期2015-01-07
11. ↑  “＜民主代表選＞新代表に岡田氏 挙党態勢を重視” 的存檔，存档日期2015-01-18.. 毎日新聞. (2015年1月18日). http://headlines.yahoo.co.jp/hl? 的存檔，存档日期2015-01-18.
12. ↑  鈴木貴子氏、民主に離党届＝自民と共同歩調 （页面存档备份，存于）時事通信
13. ↑  民主、鈴木貴子氏を除籍処分へ　議員辞職勧告の方針 （页面存档备份，存于）朝日新聞 2016年2月29日
14. ↑   (PDF).   [2016-03-03]. （原始内容存档 (PDF)于2019-12-10）.
15. ↑  「女性国会議員に『選択的夫婦別姓』の賛否を聞いてみた」 （页面存档备份，存于）、女性自身、2015年12月25日。
16. ↑  2014年衆院選、朝日・東大谷口研究室共同調査
17. 1 2 3 4 5  “2012衆院選 北海道7区 鈴木 貴子” （页面存档备份，存于）. 毎日jp (毎日新聞社). http://senkyo.mainichi.jp/46shu/kaihyo_area_meikan.html? （页面存档备份，存于）
18. ↑  . 朝日新聞デジタル.   [2019-06-16]. （原始内容存档于2021-05-21）.
19. ↑  . www.pcsa.jp.   [2016-03-03]. （原始内容存档于2019-04-03）.
20. ↑  袴田巌死刑囚救援議員連盟 再始動！｜鈴木たかこオフィシャルブログ「お便りたかこ」Powered by Ameba （页面存档备份，存于）(2014年3月18日の記事)
21. ↑  “１２日にアイヌ議連が白老の民族博物館など視察” 的存檔，存档日期2014-12-22.. 室蘭民報. (2014年5月10日). .   [2014-12-23]. （原始内容存档于2014-12-22）. 2014年12月23日閲覧。
22. ↑  . www.ee.emb-japan.go.jp.   [2019-07-15]. （原始内容存档于2020-10-20）.

## 外部連結
- 鈴木貴子官方網站 （页面存档备份，存于）
- 鈴木貴子的Facebook專頁
- YouTube上的みわちゃんねる 鈴木たかこ
- 鈴木たかこオフィシャルブログ （页面存档备份，存于）